# Mount Lee

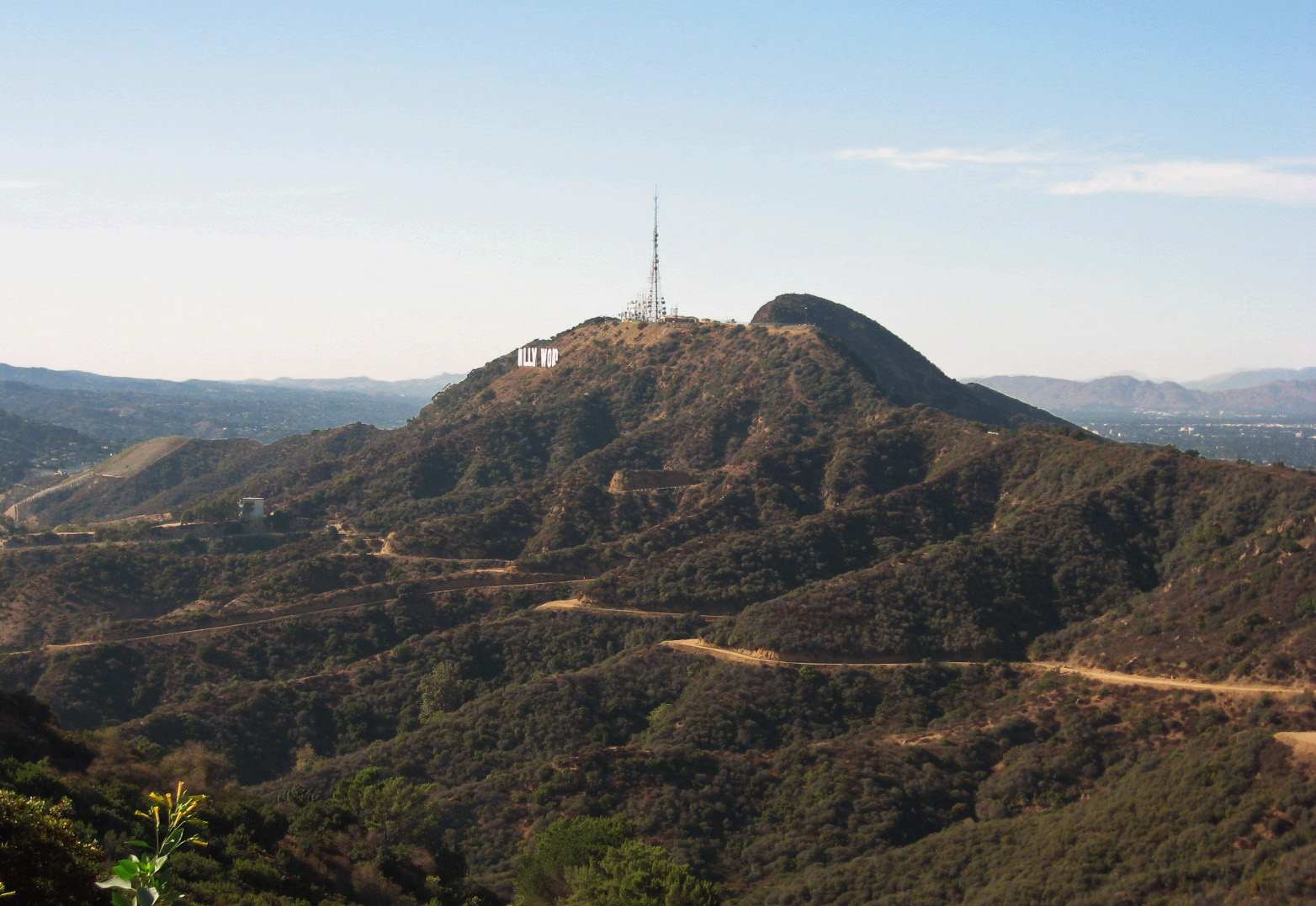
Vista do Monte Lee com o Letreiro de Hollywood.

Mount Lee é um pico nas Montanhas de Santa Monica, localizado em Griffith Park, em Los Angeles, Califórnia, Estados Unidos. O famoso Letreiro de Hollywood está localizado em sua encosta sul. 